# Apple A5X
Apple A5X — двоядерний 32-бітний мікропроцесор компанії Apple із серії Apple Ax. Містить чотириядерний графічний процесор. Допрацьований і модернізований варіант процесора Apple A5.
Вироблявся в 2012 році на фабриці компанії Samsung по техпроцесу LP CMOS 45 нм з 9 шарами металу. Площа чипа складає 163 мм2.

## Опис
Мікропроцесор A5X оснащений двоядерним процесором ARM Cortex-A9 MPCore з частотою 1 ГГц і чотирядерним графічним процесором PowerVR SGX543MP4 з тактовою частотою 250 МГц. Apple збільшила вдвічі розмір інтерфейсу пам'яті A5X в порівнянні з A5, в тому числі інтерфейс пам'яті підсистеми з чотирма 32-бітними контролерами пам'яті LP-DDR2. Це було зроблено, щоб забезпечити достатню пропускну здатність для дуже високої кількості пікселів в дисплеї Retina.
На відміну від A4 і A5, чип A5X покритий металевим теплорозподільником і не побудований за принципом package-on-package (PoP). Розмір кремнієвого кристалу різко збільшився в порівнянні з A5 до 165 мм2, він в 3,1 рази більший, ніж площа кристалу (53,3 мм2) в A4.

## Використання
- iPad 3-го покоління — з березня 2012 по жовтень 2012